# هنر در یونان باستان

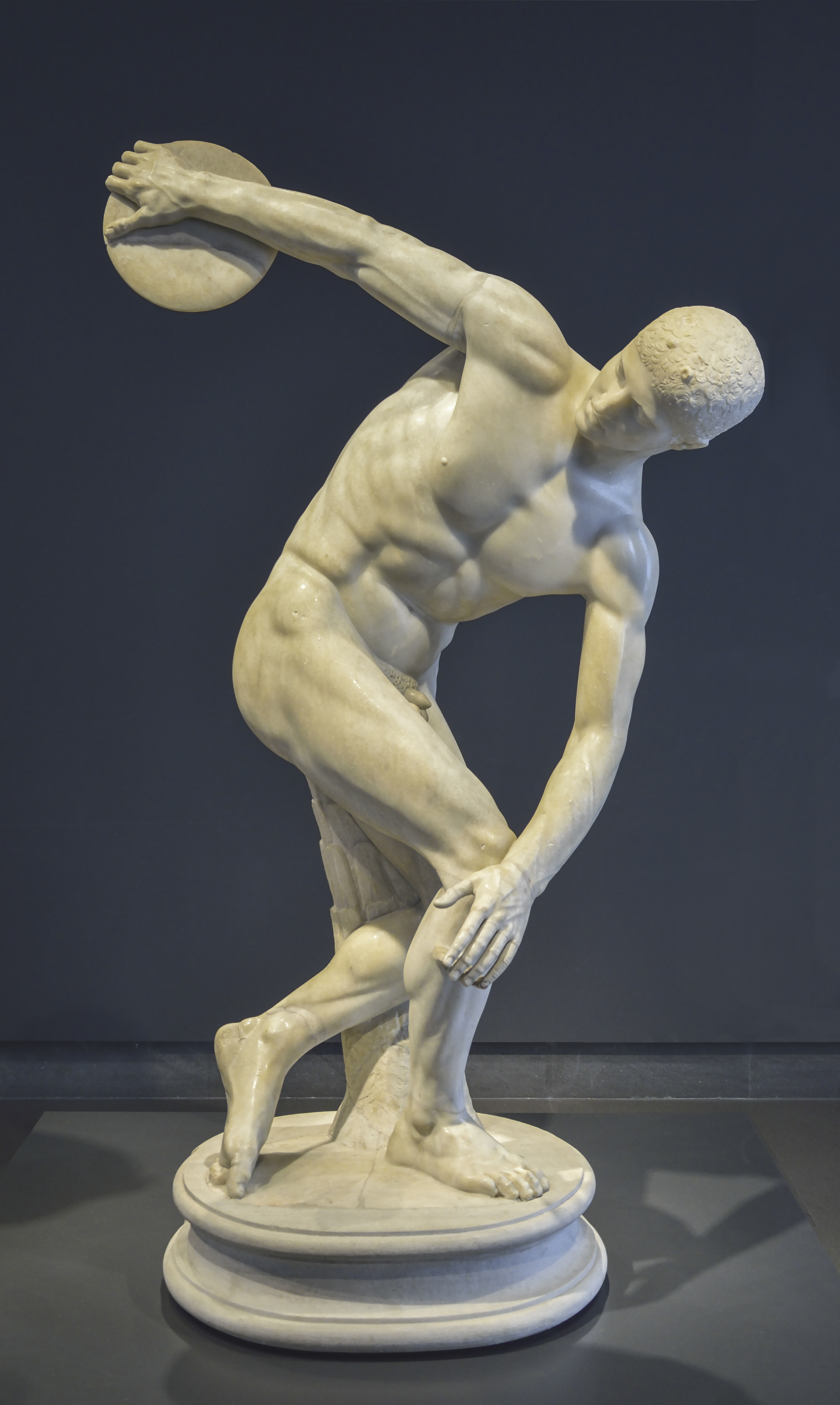
پیکره دیسک‌پران، سال ۴۵۰ پیش از میلاد، ارتفاع ۱۶۰ سانتی‌متر، این ورزشکار جوان درست در لحظه‌ای که می‌خواهد دیسک سنگینی را پرتاب کند بازنمایی شده‌است. نسخه اصلی این پیکره در اصل از جنس مفرغ است و تصویر بالا یک نسخه کپی شده از جنس مرمر در دوره رومیایی است. خالق این اثر را به مایرون، پیکره ساز آتنی نسبت می‌دهند.

هنر یونان باستان ترکیبی از سه عنصر انسان، طبیعت و عقل است و یونانیان نخستین هنر طبیعت‌گرا را در تاریخ عرضه داشتند. از مهم‌ترین هنرهای قابل بررسی و مستند می‌توان به سفالگری، مجسمه‌سازی، معماری، ادبیات، موسیقی، زیورآلات، ضرب سکه و نقاشی اشاره کرد. علاوه بر آن یونانیان از اولین تمدن‌هایی بودند که فلسفه دربارهٔ زیباشناسی و هنر را مطرح کردند. گرچه هنر یونان بنیاد سنت هنری اروپای غربی را شکل می‌دهد اما اروپاییان تا میانه سده هجدهم مستقیماً دربارهٔ آن چیزی نمی‌دانستند. ازجمله پژوهندگانی که به تحقیق و جستجو در هنر یونان و روم پرداخت وینکلمان بود.

## مردم و سرزمین یونان
نخستین قوم شناخته شده‌ای که وارد یونان شدند میسنی‌ها بودند. بعدها مردمانی از شمال یونان که زبان اصلیشان نیز یونانی بود وارد خاک یونان شدند و به تدریج بر جزیره‌های دریای اژه و سرزمین آسیای صغیر تسلط پیدا کردند. جوامع کوچکی چون آتن، کورنَت و اسپارت با افزایش جمعیت به دولت شهرها تبدیل شدند. این اقوام یونانی همانند فنیقی‌ها، دریانوردان و تُجاری کار آزموده بودند و در اندک زمانی مستعمرات خود را در سراسر دریای مدیترانه و دریای سیاه بنا نهادند. این اقوام یونانی هیچگاه ملتی واحد نشدند و به صورت ائتلاف ضعیفی از دولت شهرهای کاملاً مستقل باقی ماندند. فرهنگ و زبان مشترکشان تنها عامل وحدت بخش آنان بود. دوریسی‌ها و اِیونی‌ها دو قوم مشهور یونانی بودند.

## سفالگری
سفال‌های یونانی یکی از مهم‌ترین هنرهای یونان به حساب می‌آید چراکه بخش قابل توجهی از فرهنگ و تاریخ یونان از طریق نقاشی‌های روی کوزه‌ها به دست آمده‌است همچنین ویژگی‌های گرافیکی هنر یونان را می‌توان با نگاهی به طرح گلدان سرامیک آن‌ها درک کرد. اکثر سفال‌ها در گورها و مقابر یونانی به‌دست آمده که کاربرد مذهبی در مراسم تدفینی داشتند و معمولاً داخل آن‌ها خاکستر جسد و غذای ذخیره‌شده بوده‌است. کف این کوزه‌ها در ناحیه پایه دارای سوراخ‌های متعددی است و درون این ظروف، مشروب یا روغن می‌ریختند و آن را بر روی قبر متوفی قرار می‌دادند تا در جهان مرگ از آن تغذیه کند. از مهم‌ترین نوع این سفال‌ها می‌توان به کوزه‌های آمفورا، کشف شده در دیپولون یا دیپلون اشاره کرد.
یونانیان از لعاب استفاده نمی‌کردند ولی به مدد تکنیک و روش خاصشان در تولید و آماده‌سازی گِل، محصول نهایی براق و درخشنده می‌شد.
به‌طور کلی نقاشی‌های روی سفال در یونان تلفیق نامحسوسی از انتزاع و نقوش پیکرنمای دوبعدی است. در اواخر هنر یونان نقاشی‌ها به واقع‌گرایی و عمق‌نمایی حرکت می‌کند.
نقاشی گلدان‌های یونانی را می‌توان به چهار دوره تقسیم کرد:
دوره هندسی (۱۰۰۰–۷۲۵ پ. م)
دوره‌ای بین میسنی میانه و هنر آغازین سرزمین یونان را شامل می‌شود. در این دوره برای نقش مایه‌های روی سفال از الگوهای سادهٔ خشک هندسی و انتزاعی بهره می‌گرفتند از این رو نام این دوره را هندسی نامیده‌اند. این سفال‌ها در اوایل به سبک میسنی با دست ترسیم می‌شدند و معمولاً کم نقش و اشکال بسیار ساده دایره مانند بودند. این سبک معمولاً برای کوزه‌های منسوب به آمفورا که کاربرد روزمره داشتند استفاده می‌شد. کم‌کم‌اشکال هندسی به جای دست با وسایل دقیق‌تری مثل پرگار رسم می‌شد. در اواخر این دوره فضای روی سفال‌ها پر از نقوش متراکم هندسی و زنجیره یونانی شد به‌طوری‌که حتی زمینه هم قابل تشخیص نبود. سفال‌های نقاشی شده توسط استاد دیپولون از مشهورترین‌های این نمونه است. دیپولون و دیگر سفال‌گران هم دوره‌اش که در اواخر دوره هندسی می‌زیستند انسان‌ها و حیوانات (خصوصاً اسب) را به صورت یک فرم انتزاعی و ساده‌ترسیم می‌کردند.

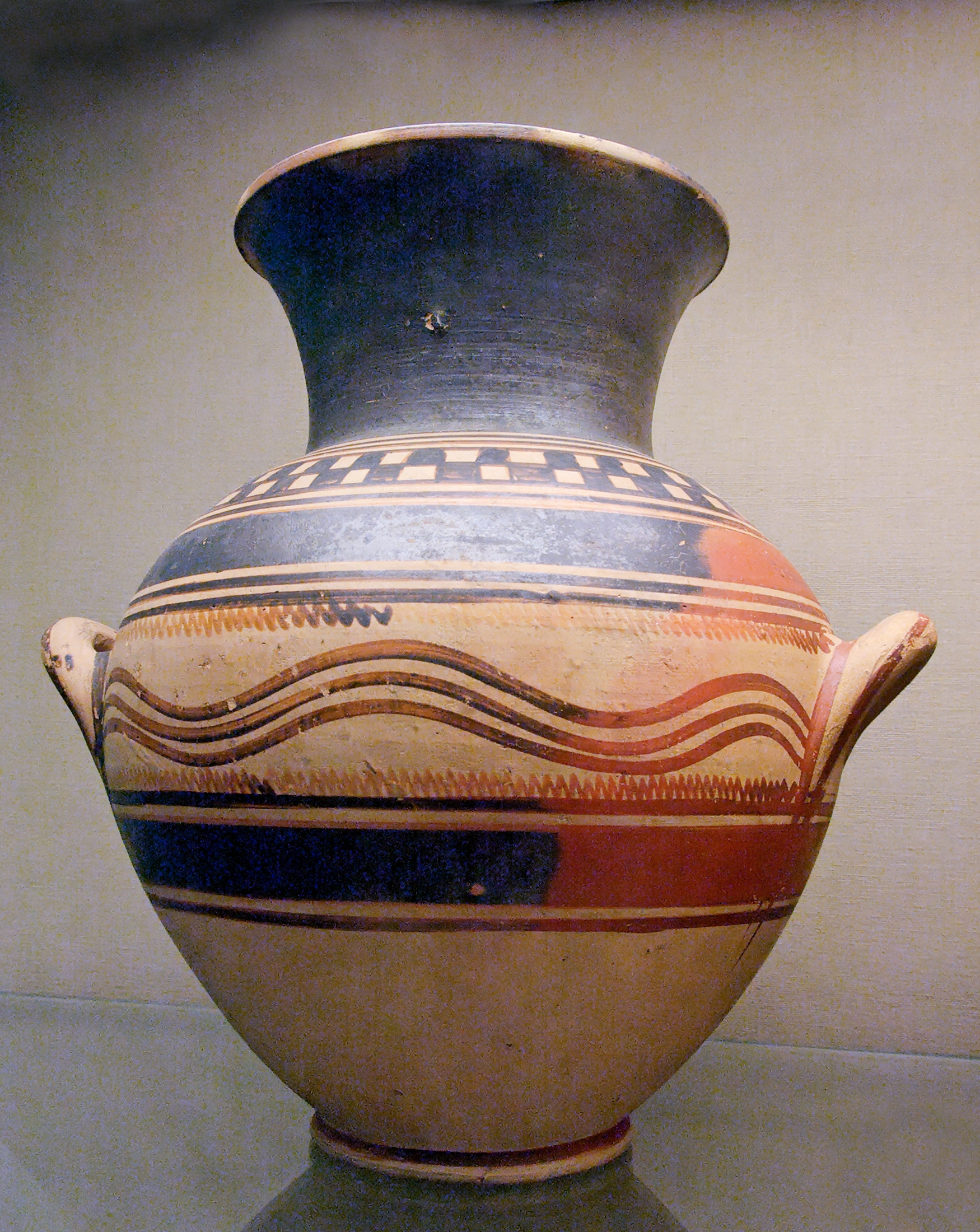
یک کوزه آمفورا در اوایل دوره هندسی
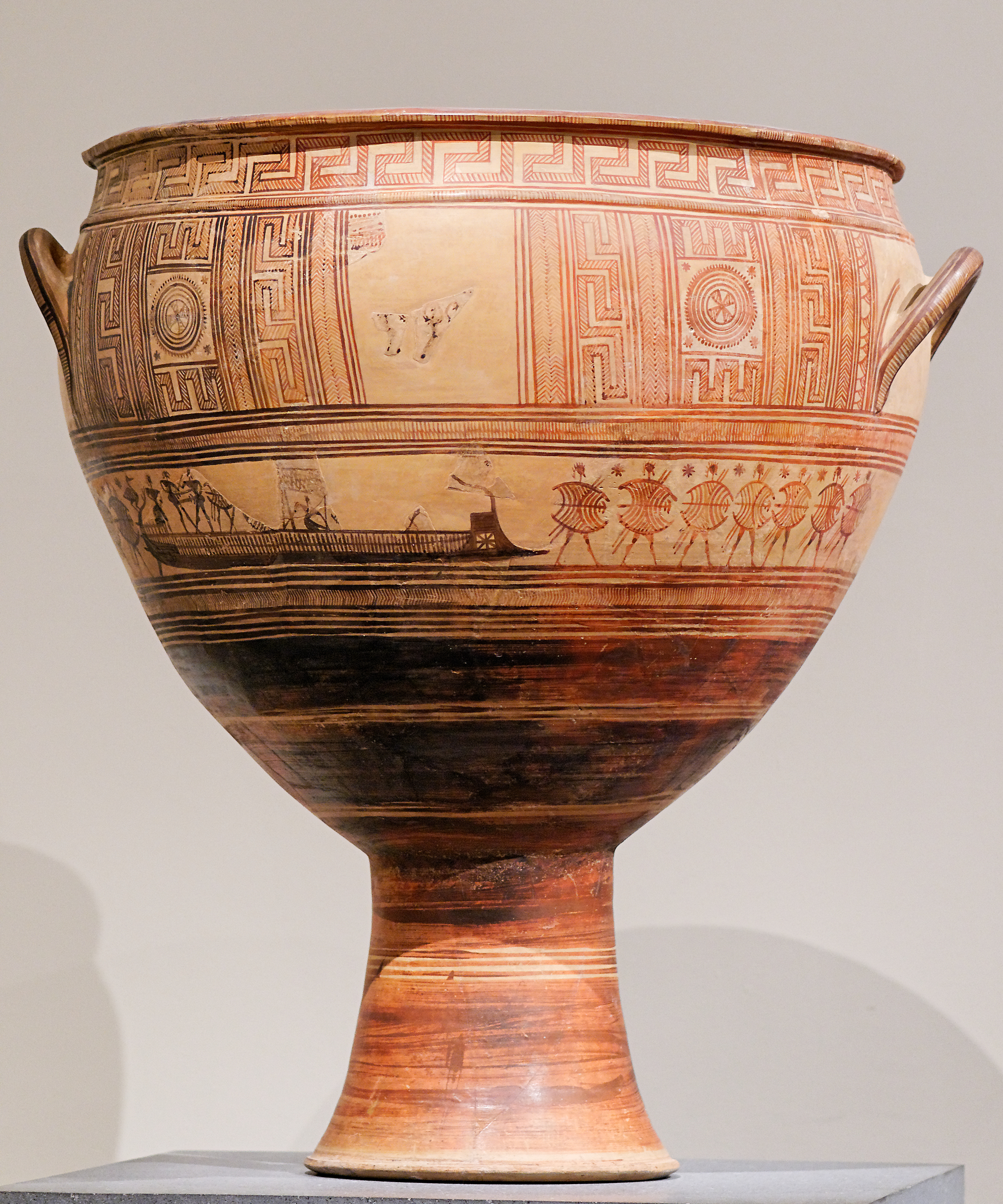
کراتر کشف شده در دیپولون،ارتفاع ۹۹ سانتی متر، ۷۲۵-۸۰۰ ق.م
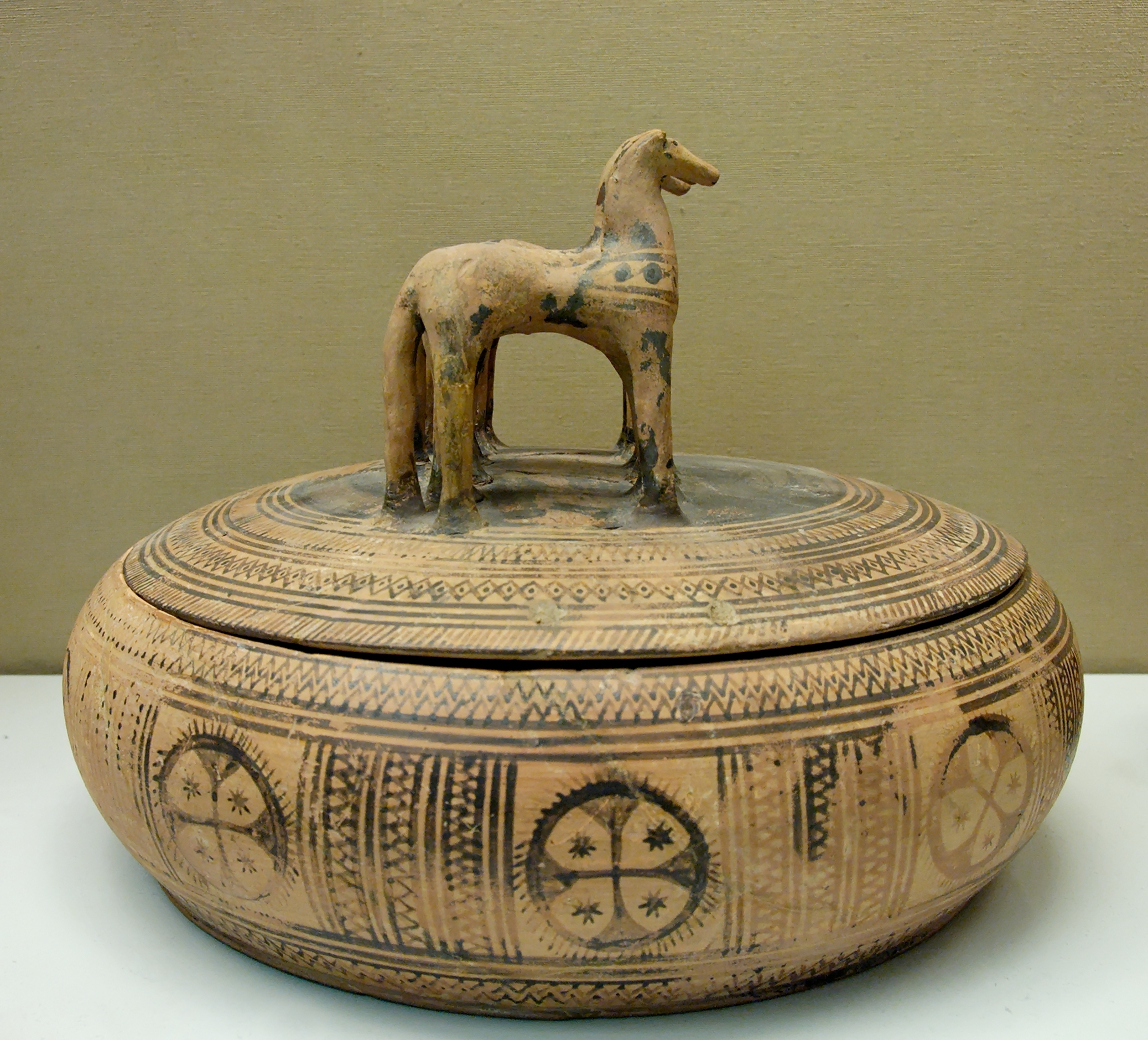
سفالی با نقوش هندسی، موزه بریتانیا
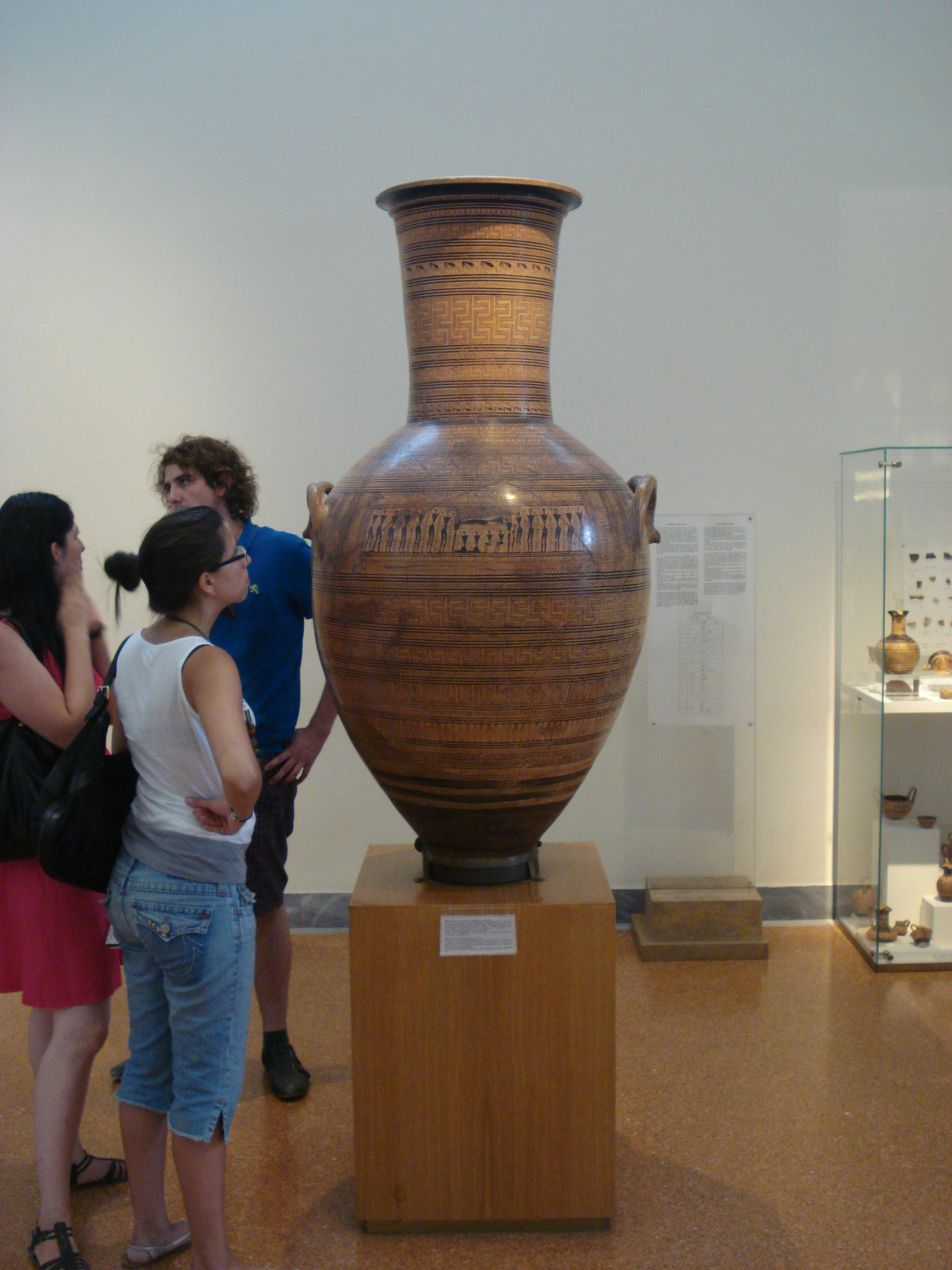
کوزه دیپولون عزاداران، اواخر دوره هندسی

دوره کهن (۷۲۵–۴۸۰ پ. م)
با افزایش جمعیت و گسترش ارتباط یونان با تمدن‌های مصر و بین‌النهرین، خاورمآبی و شرق‌گرایی رواج پیدا می‌کند. اشکال روی سفال آزادتر و خلاقانه‌تر ترسیم می‌شوند و نقش‌های اسطوره‌ای شرقی مثل شیر، گریفین و حیوانات تلفیقی موضوع اکثر سفال‌ها است. علاوه بر نقاشی، فلزکاری نیز بر روی سفال رواج پیدا می‌کند. نقش لوتوس، برگ نخل و طرح‌های طوماری از دیگر نقوش در این سبک هستند. سبک سفال شرقی در شهر کورنت رواج داشت. در این دوره شاهد ابداع سفالهای سیاهگون هستیم. سفال‌های سیاهگون، سفال‌هایی به رنگ سرخ بودند که نقوش سیاه روی آن رسم می‌شد و جزئیاتی با رنگ سفید و ارغوانی به آن اضافه می‌کردند. شیوه سیاهگون ابتدا در آتن و سپس در آتیکا به اوج خود رسید اما مشکل این سبک ناتوانی در نشان دادن وقار و آرامش پیکره‌ها بود. هرچند که اکسکیاس استاد معروف سبک سیاهگون توانست این مشکل را تا حدودی برطرف کند، اما بعدها یکی از شاگردانش سبک جدیدی را تحت عنوان سرخگون ابداع کرد که توانایی کاملی در بروز آرامش و وقار داشت. این سبک دقیقاً برعکس سبک سیاهگون بود؛ یعنی زمینه به رنگ سیاه و نقوش به رنگ سرخ کشیده می‌شد. در سبک سرخگون جزئیات و پرداختها بیشتر بود. هم چنین در این سبک از سیم‌های نازک مفتولی برای دورگیری استفاده می‌کردند.
در این دوره برای اولین بار کالبد و فیگور بدن انسان مورد مطالعه قرار می‌گیرد اما نوع ترکیب بندی و حالت فیگورها شبیه نقاشی‌دیواری‌های مصری است.

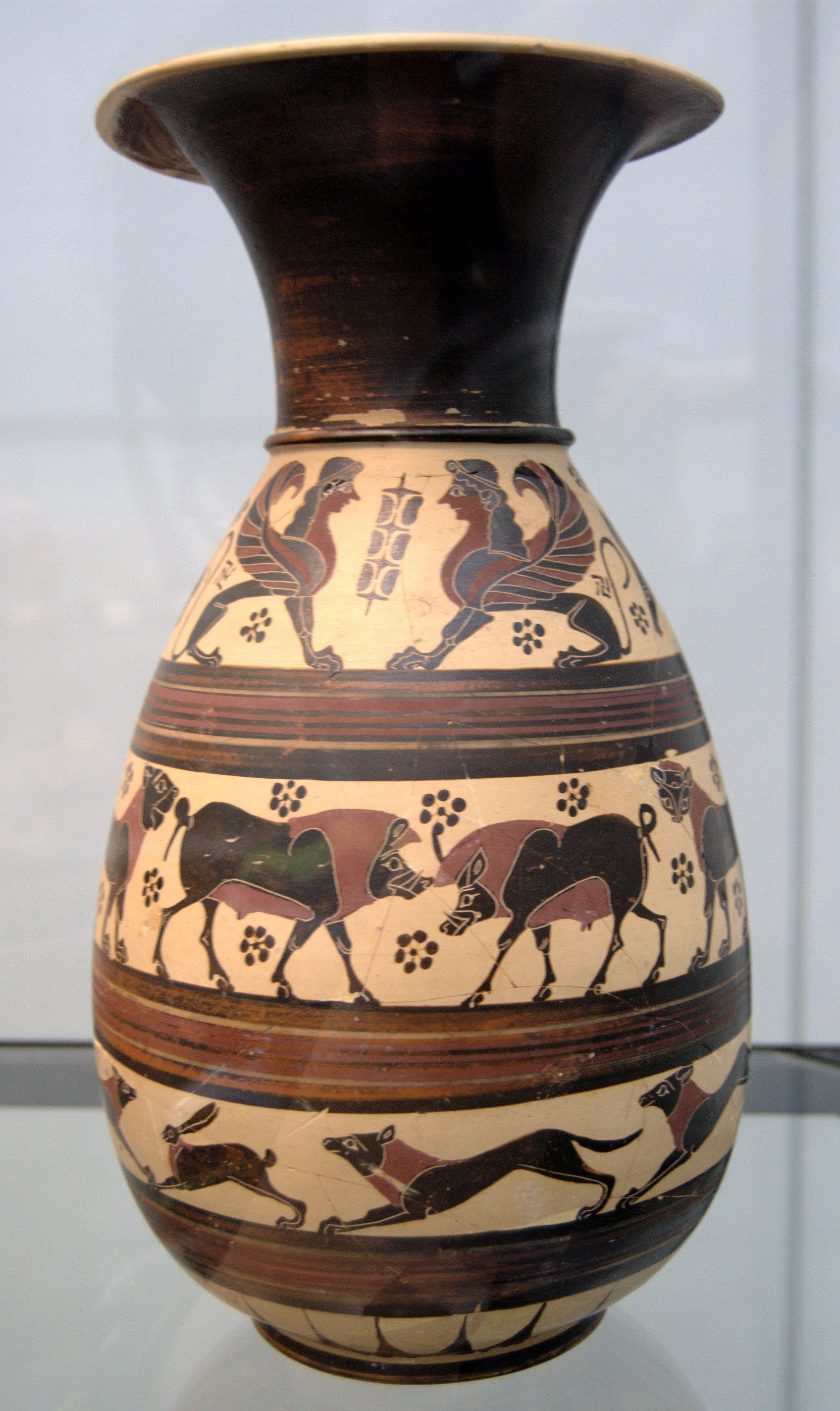
۶۴۰-۶۳۰ ق.م موزه لوور
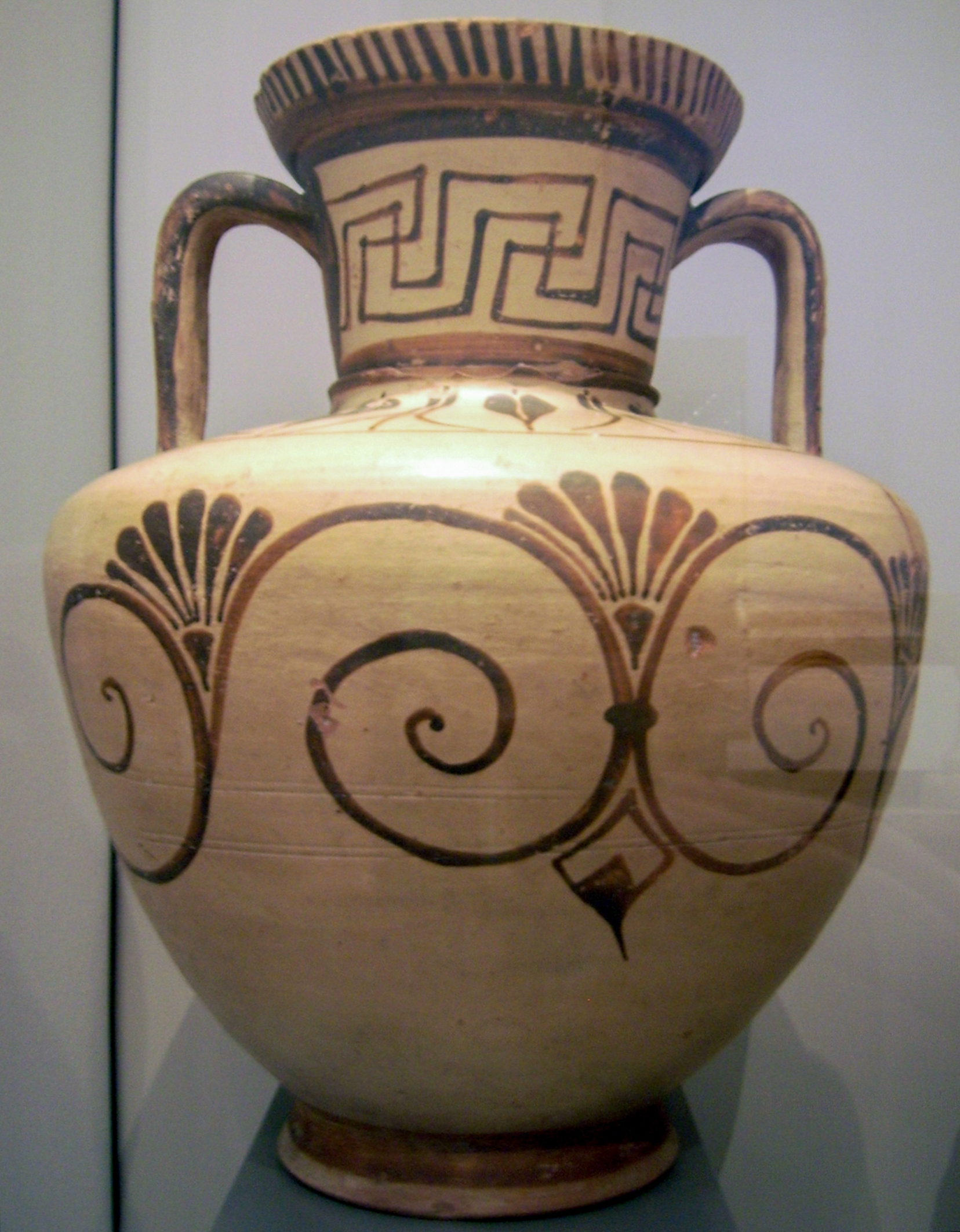
یک کوزه سبک شرقی با نقش لوتوس
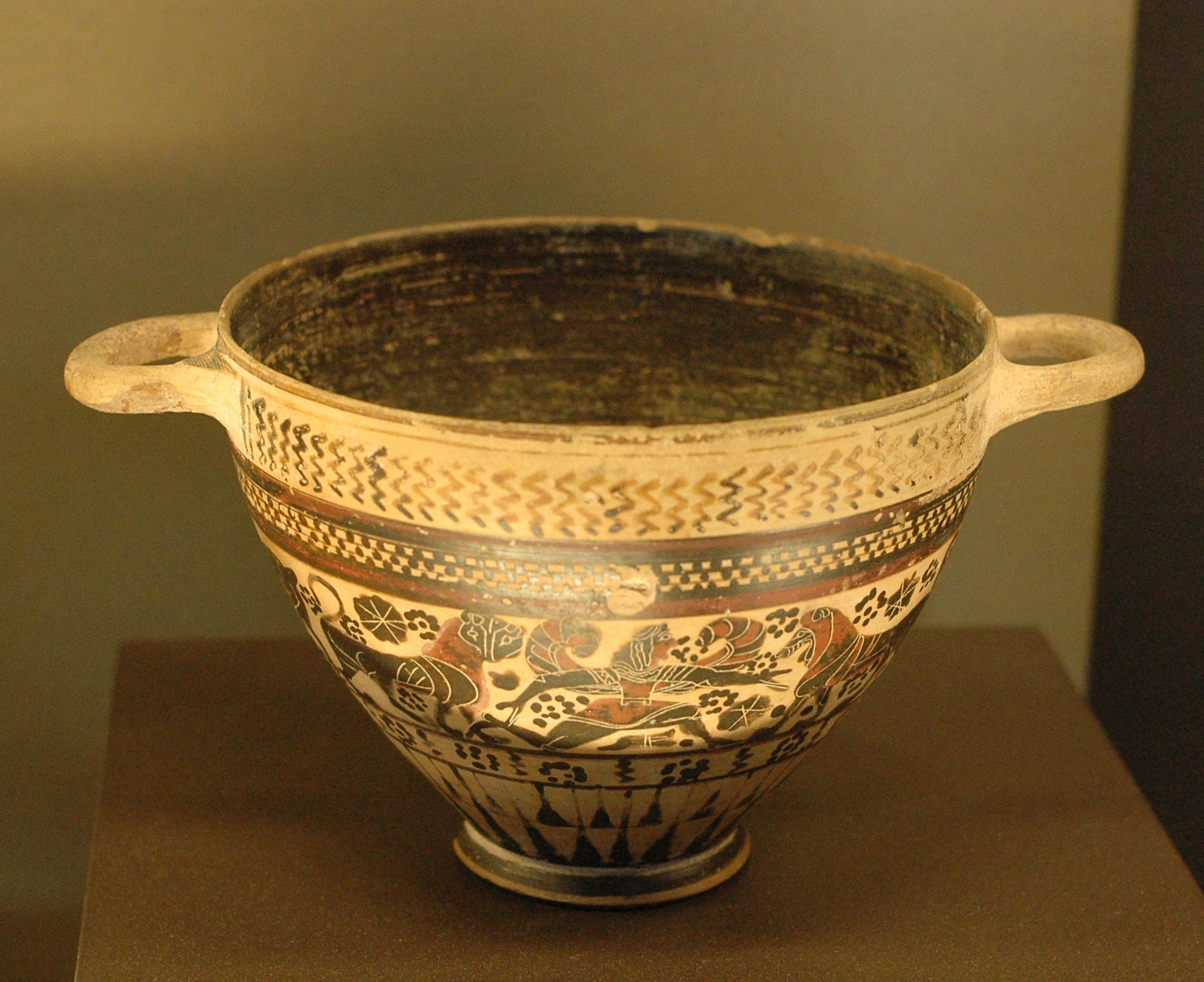
۶۰۰-۶۲۵ ق.م موزه لوور

دوره کلاسیک (۴۸۰–۴۰۰ پ. م)
در این دوره شاهد ظهور آتن به منزلهٔ مرکز تولید و صدور گلدان‌های سرخگون و سیاهگون با سرعت بیشتری هستیم. نقوش این سفال‌ها شامل موضوعات اسطوره‌ای و داستان‌های افسانه‌ای هومر و هسیود هستند. هرچند که هنرمند جایگاه بلند مرتبه‌ای همانند افراد مرفه و ثروتمند جامعه نداشت اما با وجود امضاهای هنرمندان بر روی سفال‌ها به گونه‌ای می‌توان به آزادی هنرمند در فردیت پی برد. هنرمندان یونانی به دلایل نامشخص پرسپکتیو را نمی‌شناختند اما بر اساس مشاهده خود از کوتاه‌نمایی و عمق‌نمایی جزئی در بدن انسان‌ها استفاده می‌کردند که احتمالاً پلوگنتوس از اولین افرادی بود که از عمق‌نمایی در نقاشی‌دیواری‌های خود استفاده کرد و این یک انقلاب بزرگ در ترسیم تصویری به حساب می‌آمد. نمایش اندام و پیکره‌ها مثل نقش برجسته‌ها به جای نیم رخ از زاویه‌های مختلف کشیده می‌شد و سفالینه‌نگار علاوه بر کنش پیکره‌ها بر حس آن‌ها نیز توجه می‌کرد.
در این دوره سبک سفیدگون در آتن ابداع شد یه صورتی که زمینه سفال سفید و فیگورها به رنگ سیاه و معمولاً بر روی سفال‌های بلند و لاغر کشیده می‌شدند. خطها در این سبک نسبت به سبکهای گذشته از نرمی بیشتری برخوردار بود. از شاخص‌ترین هنرمندان سفیدگون گزنوکلسِ نقاش است.

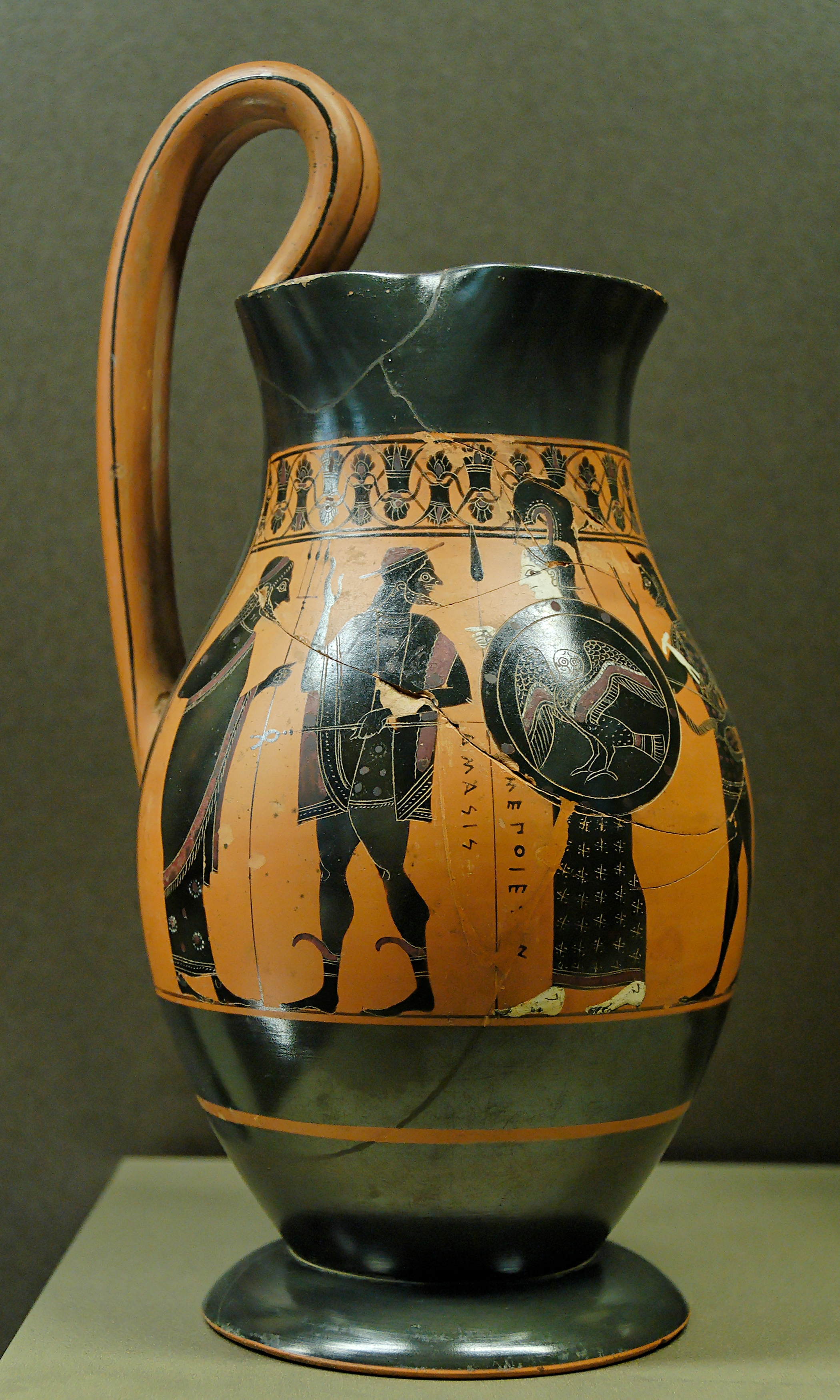
یک سفال سیاهگون که هرکول و آتنا را نشان می‌دهد ، ۵۴۰ ق.م، خلق شده توسط امسیس
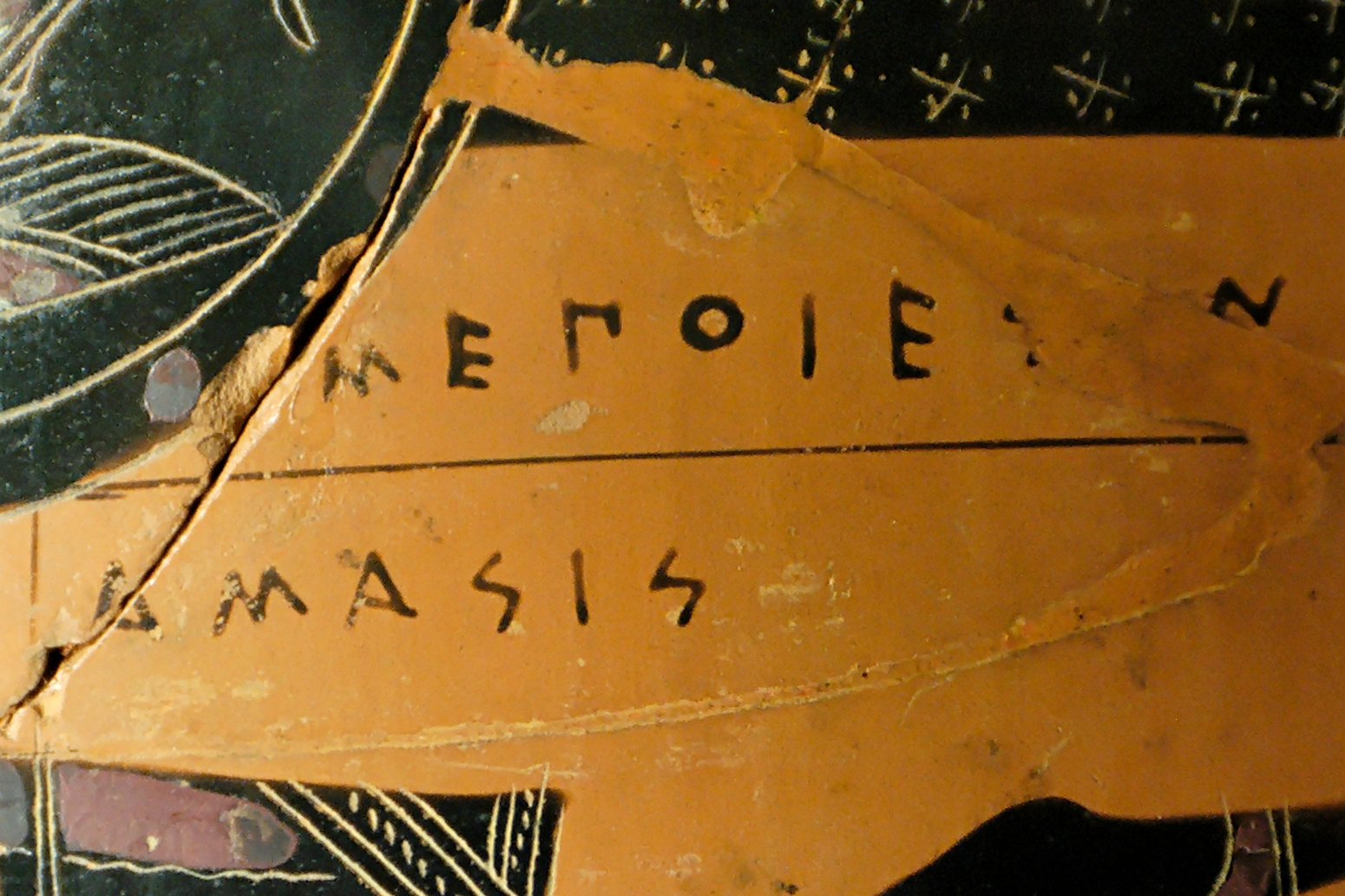
جزئیات یک سفال که امضای امسیس را بر روی سفال نشان می‌دهد
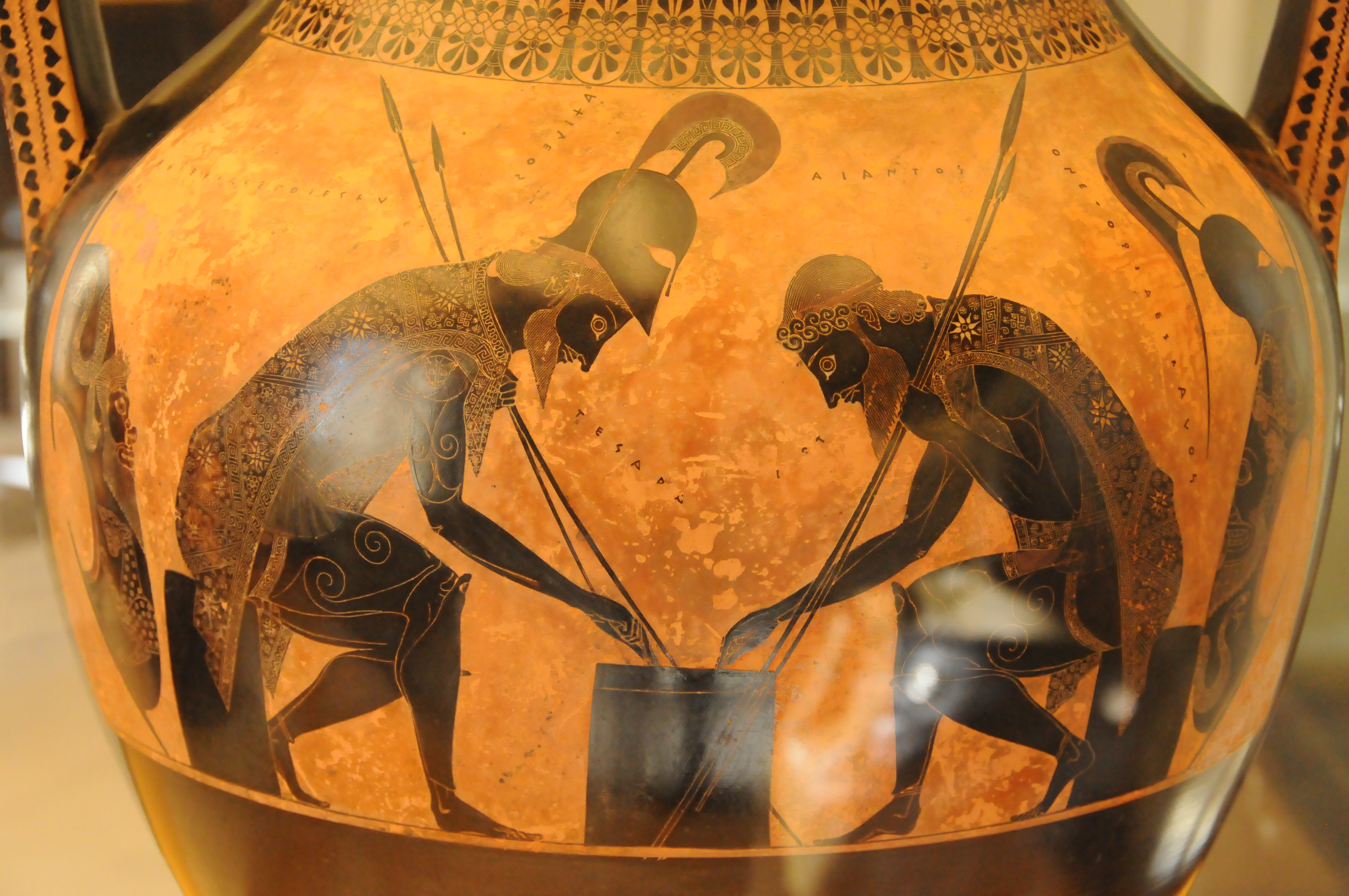
آشیل و آژاکس در حال بازی با مهره ، حدود ۵۴۰ پ.م، سبک سیاهگون
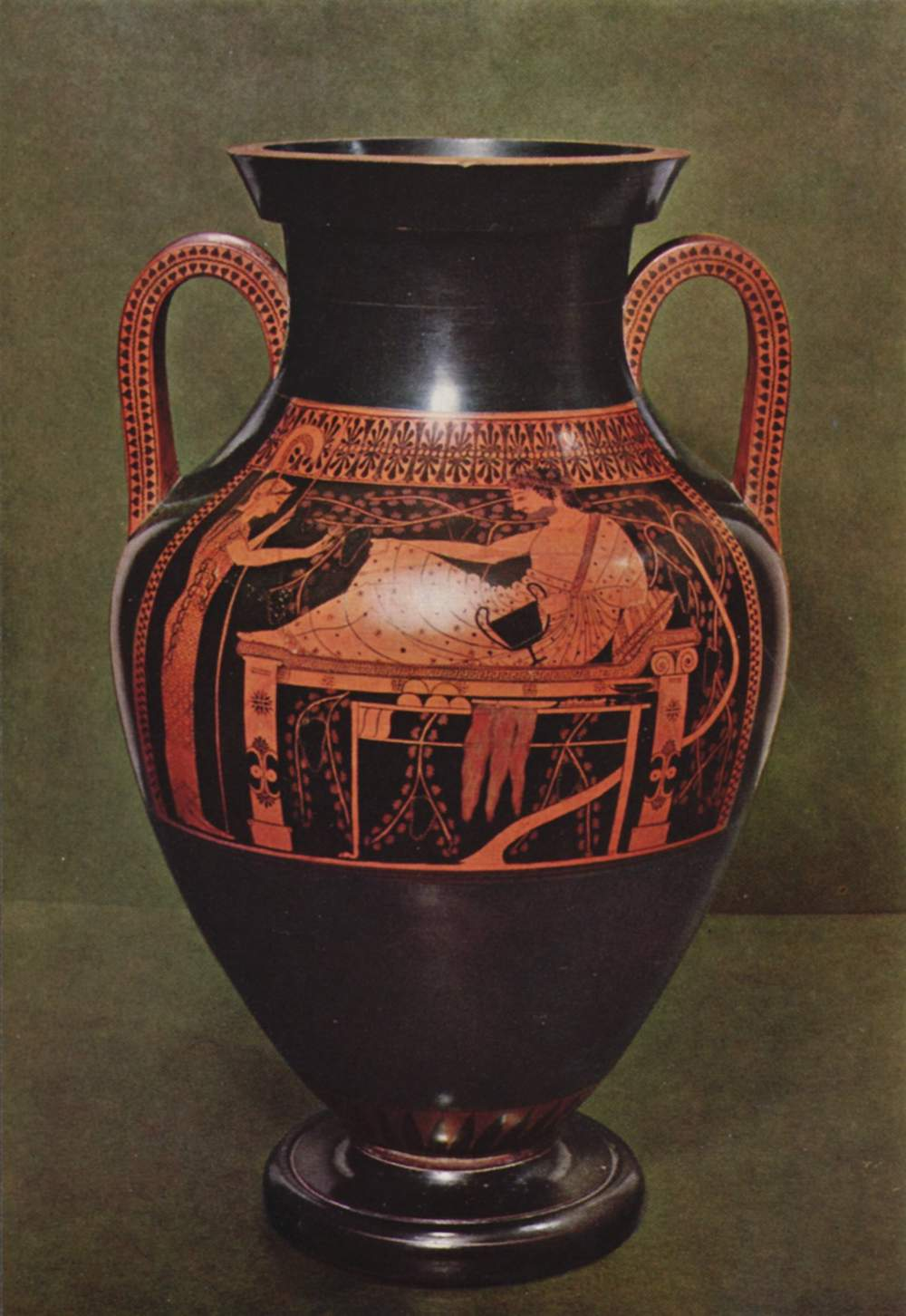
آتنا و هرکول، ترسیم شده توسط اندوکیدس، سبک سرخگون

دوره هلنی (۴۰۰–۰ پ. م)
با روی کار آمدن اسکندر مقدونی نظام مستقل شهرهای یونانی از بین رفت و نظام سلطنتی جای آن را گرفت. اسکندر با گسترش سلطنت خود تا ایران و مصر هنر یونان را بر کشورهای زیر سلطه خود تزریق کرد. در شهرهای زیرسلطه هنرپروری خصوصی و فردی رخ داد و جمع‌آوری و نسخه‌برداری از آثار کلاسیک یونان رواج پیدا کرد. به همین دلیل می‌توان گفت هنر دوره هلنیستی در هر جنبه یکپارچه نبود. در این دوره سبک سرخگون کلاسیک ادامه پیدا کرد اما کم‌کم هنر سفالگری رو به افول رفت.
ائوفرینوس و بروگس استادانی در اوایل سده ۵ پ. م بودند که سبک سرخگون را به حد اعلای خود رساندند.
سبک سفیدگون نیز در این دوره ادامه پیدا کرد اما بسیار مبالغه‌آمیز و از لحاظ فنی بی‌کیفیت تر بود.
گرچه گلدان‌سازی تا بعد از سال ۴۷۵ پیش از میلاد ادامه یافت، اما دوره نقاشی گلدانی با نقش پیکرهای سرخ و سیاه به سر رسید.

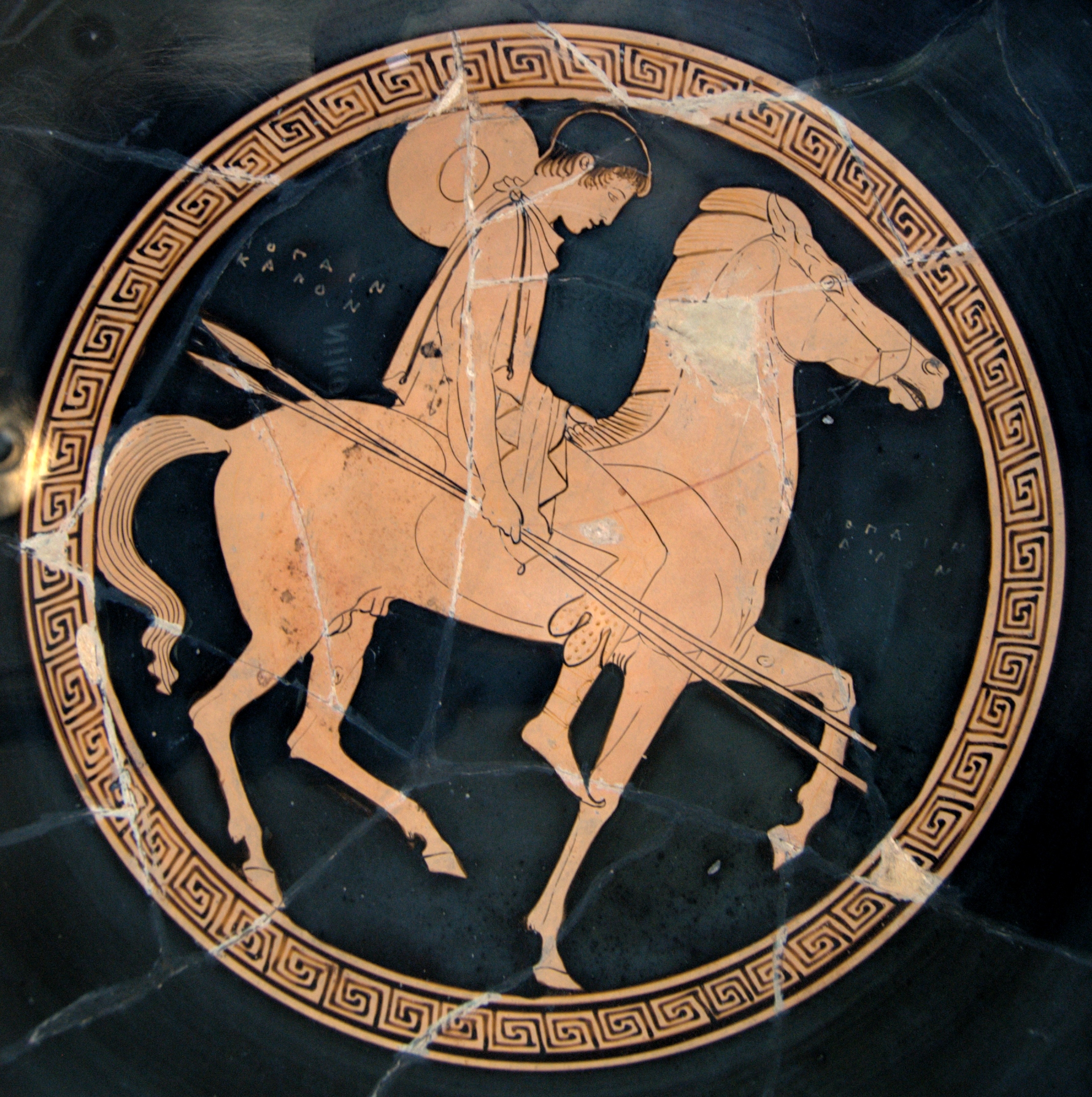
سوارکار به سبک سرخگون ۴۵۰ پ.م
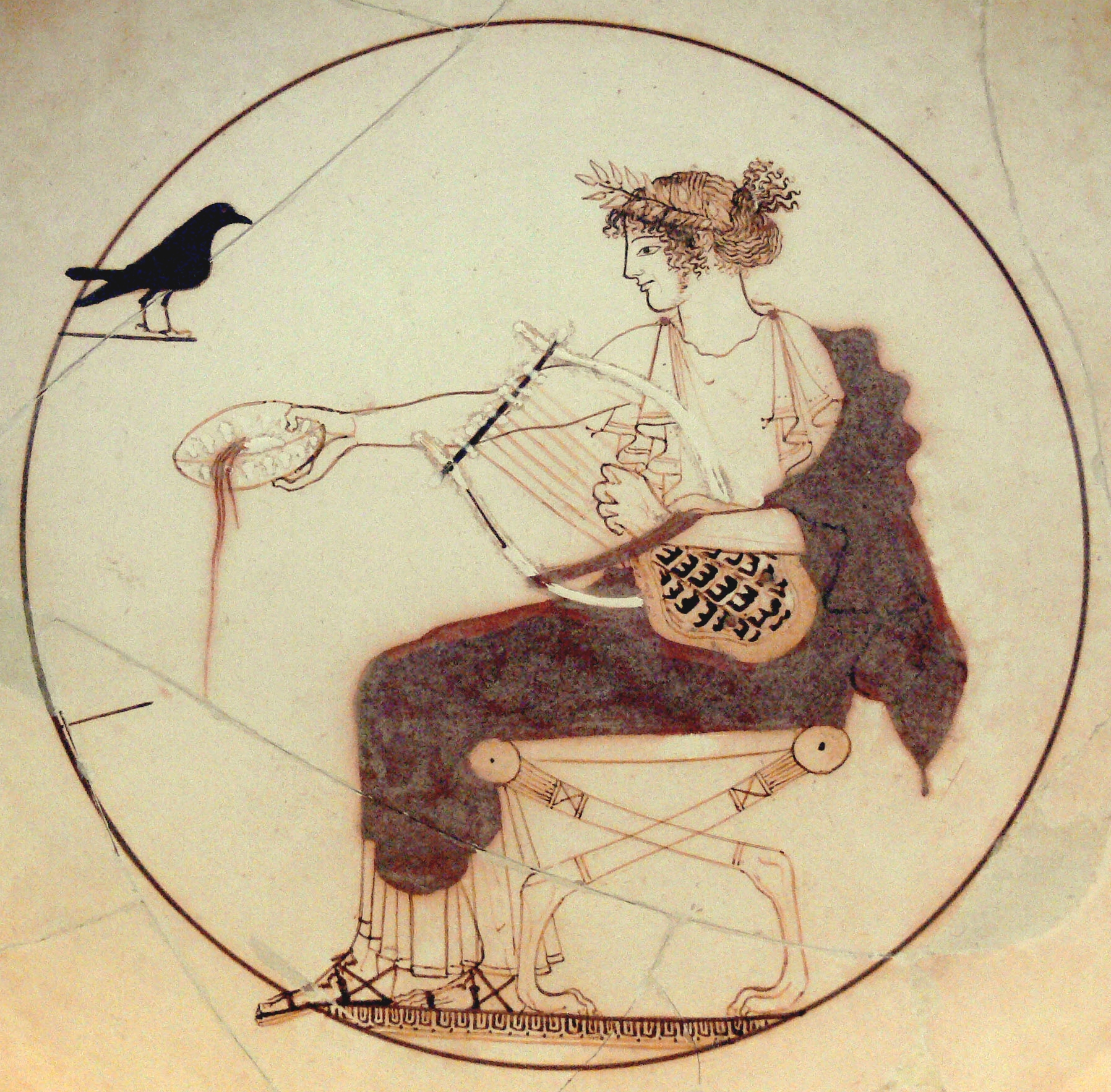
آپولو و کلاغ سیاهش، به سبک سفیدگون ۴۶۰ پ.م
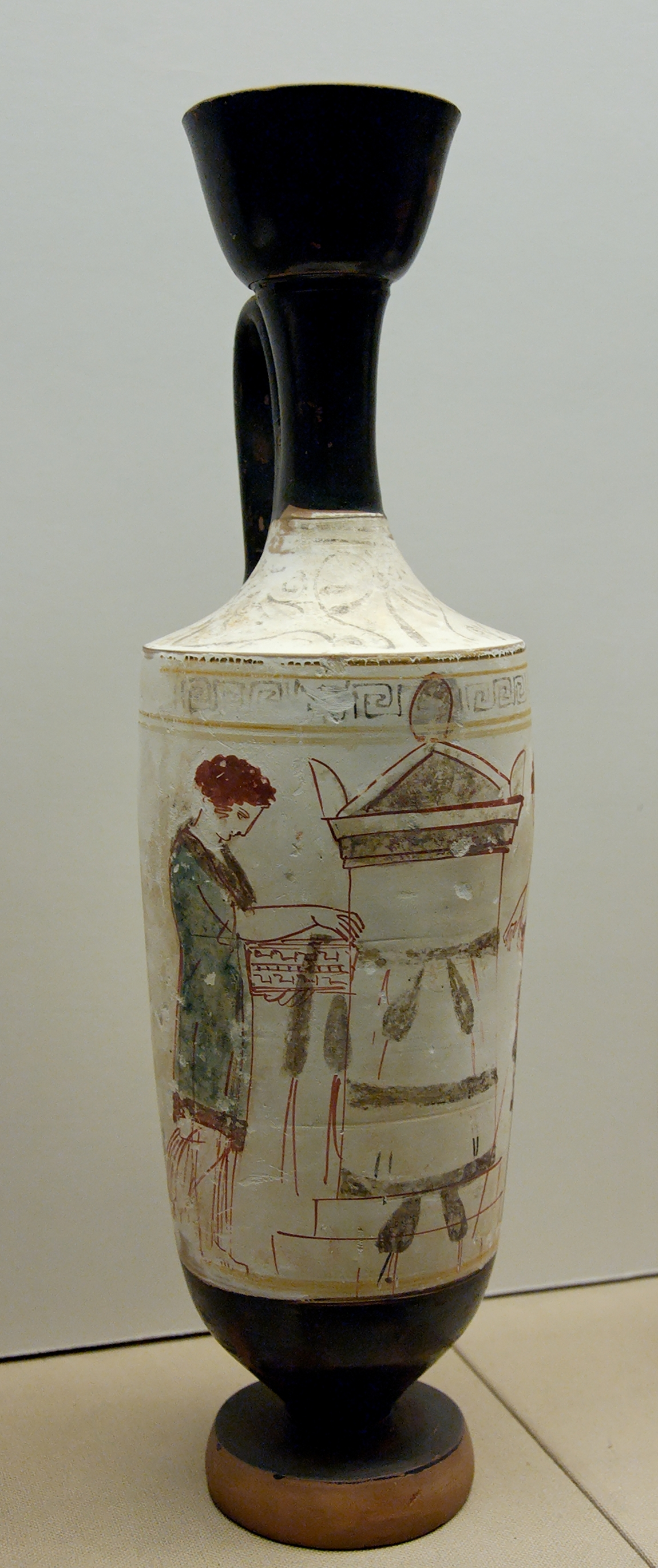
لکیدوس به شیوه سفیدگون، ۴۲۰-۴۳۰ پ.م موزه بریتانیا
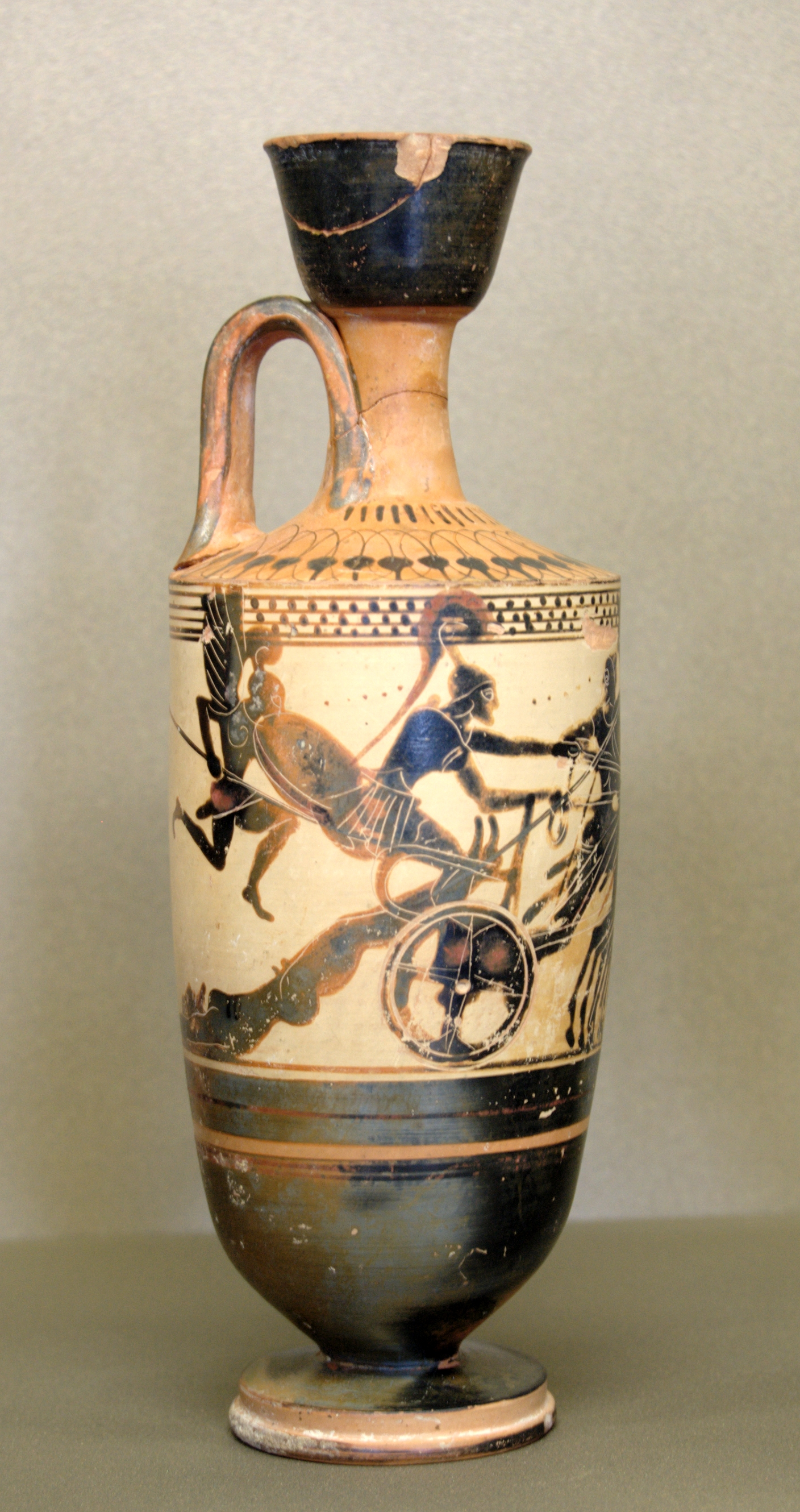
آشیل در حال کشیدن بدن هکتور ، موزه لوور
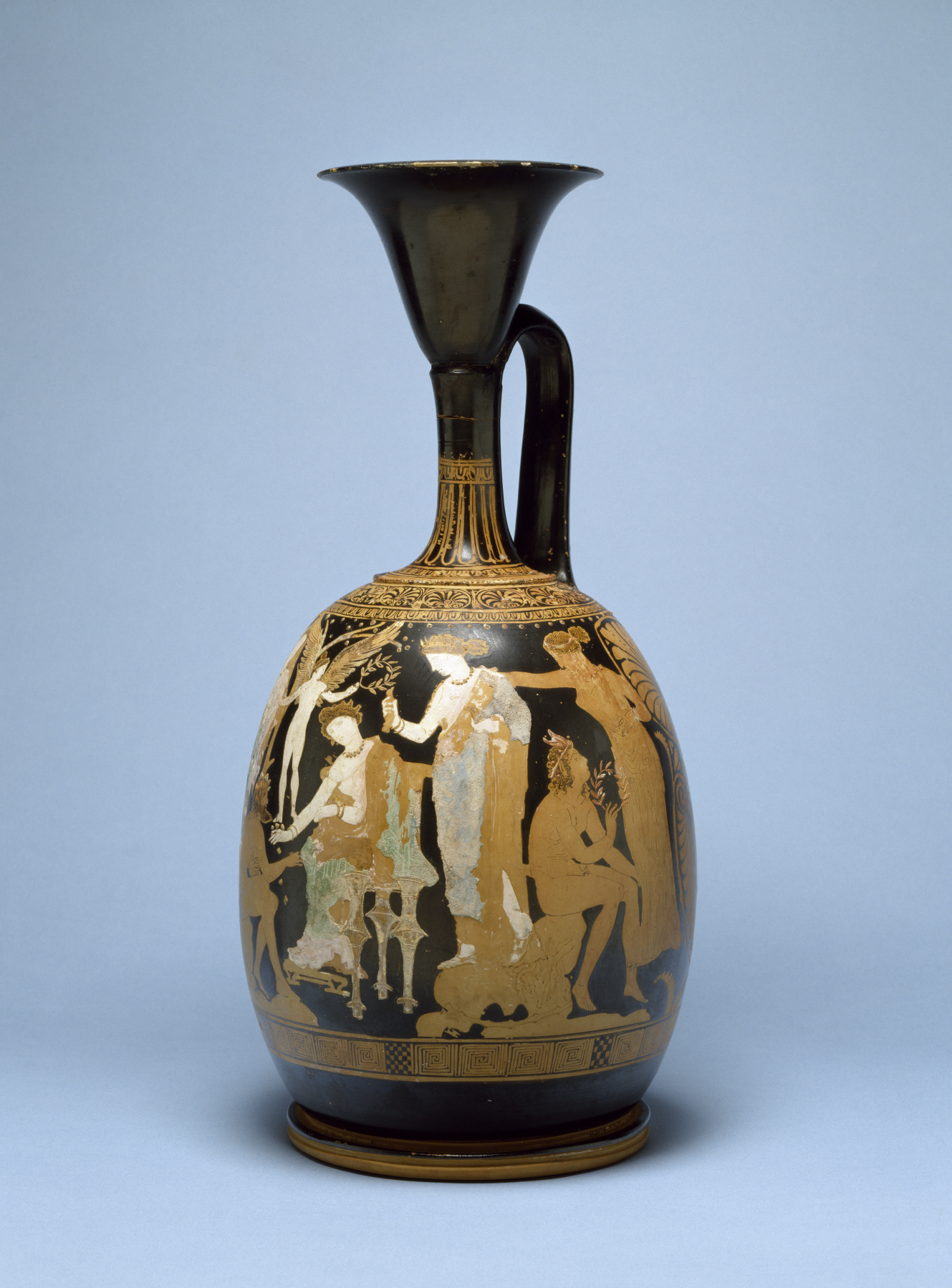

## مجسمه‌سازی
مرمر و مفرغ مهم‌ترین ماده تشکیل دهنده مجسمه‌های یونانی است و با توجه به مستندات گِل و چوب کمتر در مجسمه‌ها مورد استفاده قرار می‌گرفت. یونانیان معمولاً قسمت‌های خاصی از مجسمه را نقاشی و رنگ می‌کردند تا مجسمه به نوعی جاندار شود. هم‌چنین در قسمت‌هایی از مجسمه‌های مفرغی از طلا و فلزهای گرانبها استفاده می‌کردند. در اوایل، مجسمه‌های مفرغی توپر بودند و با چکش کاری شکل می‌گرفتند اما بعد از کشف اسلوب ریخته‌گری مجسمه‌های مفرغی درون‌تهی و سبک شدند.
دوره هندسی

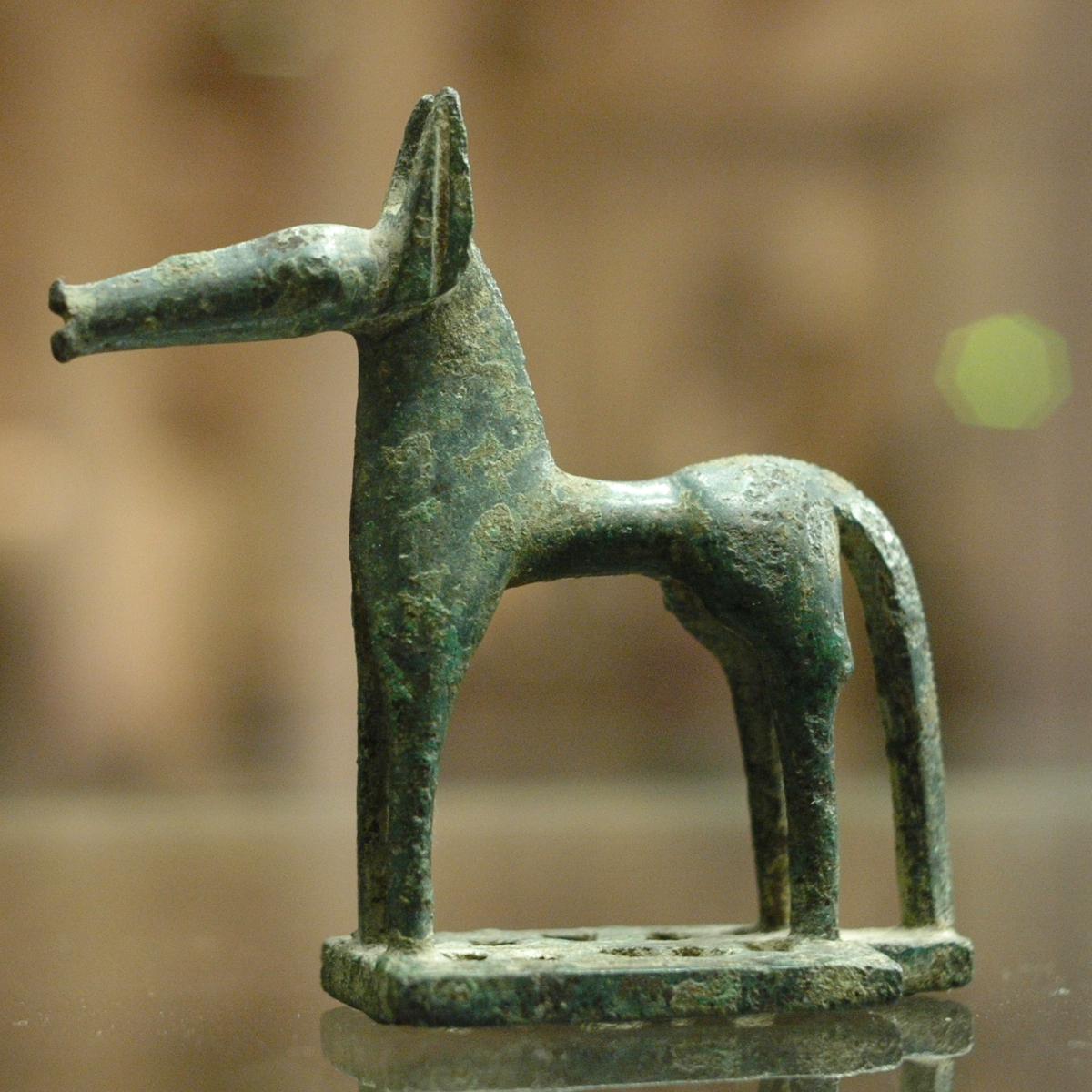
سده ۸ پ. م، اسب مفرغی کشف شده در المپیا

مجسمه‌های این دوره کوچک و جنبه نمادین و مذهبی دارد. بیشتر مجسمه‌ها در فرم جانوری مثل گاو و اسب یا فرم‌های انسانی با ماهیت چکیده‌نگاری مجسم شده‌اند. رایج‌ترین مصالح مورد استفاده مفرغ، گل و چوب است.
دوره باستانی یا کهن

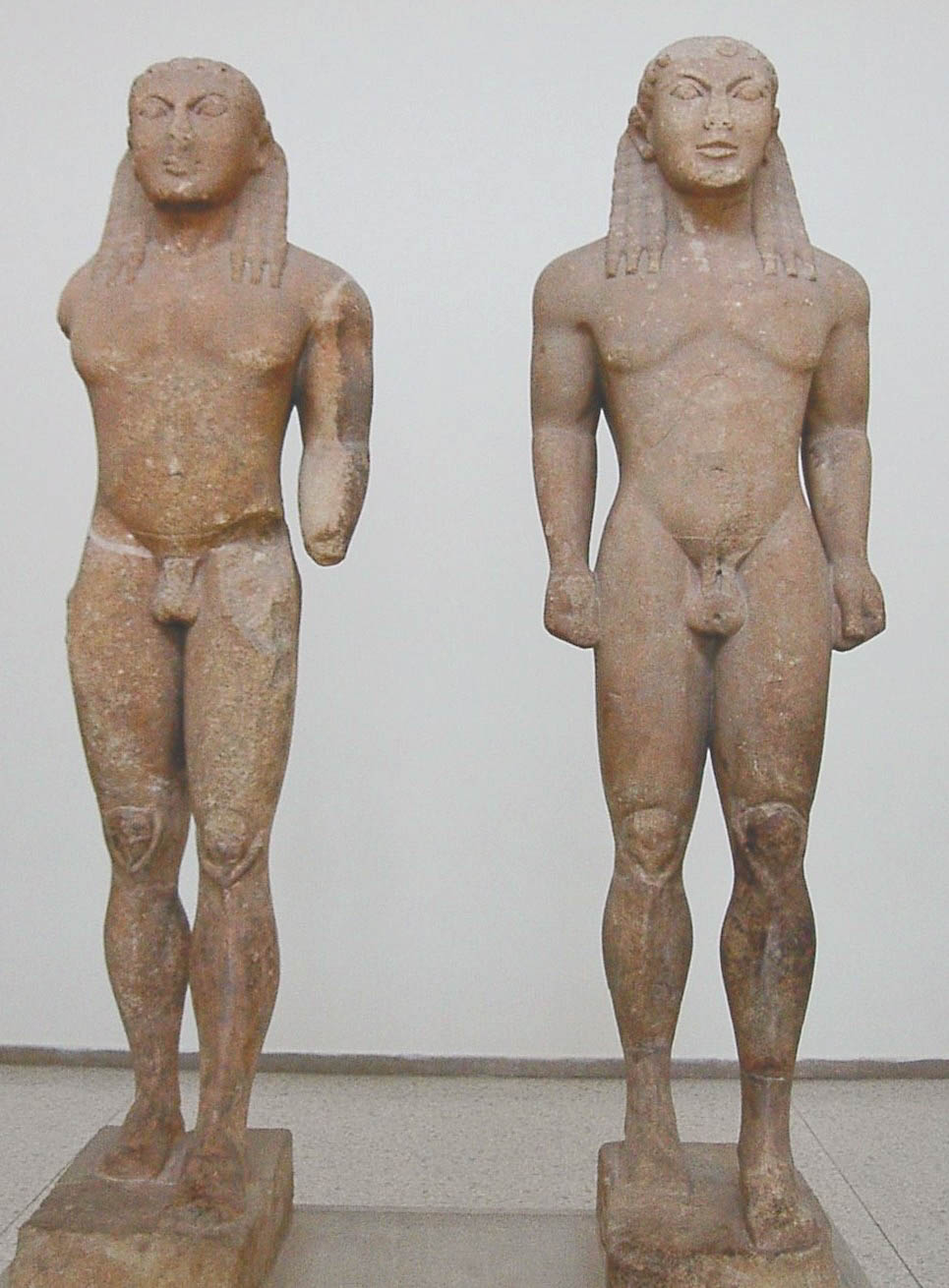
پولیمدس اهل آرگوس، برادران کلئوبیس و بیتون، ۵۹۰–۶۱۵ ق. م ،

نخستین مجسمه‌های شاخص یونانی در دوره کهن بارز است. هنرمند یونانی در این دوره با نگاهی به مجسمه‌های مصری تلاش بر افزایش تجربه و مهارت خود می‌کند به همین دلیل می‌توان نام این دوره را، دوره آزمون و خطا نامید از مهم‌ترین آثار این دوره می‌توان به مجسمه‌های کوره (مجسمه دختر پوشیده) و کوروس (مجسمه پسر عریان) اشاره کرد که حالتی ایستاده و خشک در اندازه طبیعی داشتند و دارای لبخندی کهن‌وش و گونه برجسته بودند. هدف این مجسمه‌ها برای پیشکش یا هدیه به معابد و قرار دادن بروی سنگ قبرها بود. در مجسمه مردان همانند مجسمه‌های مصری پای چپ اندکی به جلو آمده و پای زنان به هم چسبیده‌است. از مجسمه‌های حیوانی برای تزئین ساختمان و معماری استفاده می‌شد.
دوره کلاسیک
هنرمندان یونانی در این دوره اسلوب واقع‌گرایی را به‌طور کامل پایه‌ریزی کردند. هدف هنرمند به گونه‌ای تصرف کامل آرمانگرایی هم در صورت و هم در محتوا بود. هم‌چنین حرکت و انتقال وزن بر روی یک پا در مجسمه‌ها از ویژگی‌های جدیدی بود که به آن دست یافتند. از هنرمندان شاخص این دوره می‌توان به فیدیاس و پلوکلتوس اشاره کرد. از مهم‌ترین موضوعات مجسمه داستانهای حماسی و اسطوره‌ای و ملی بود.
در اواخر دوره کلاسیک آرمانگرایی و خردگرایی از مجسمه‌ها دور شد و مضامین ملی و اسطوره‌ای کمرنگ تر شدند و اکثر هنرمندان به شیوه شخصی خود و بر اساس سفارشها مجسمه تولید می‌کردند. برای مثال مجسمه‌های اسکپاس چشمانی گود و لبهایی بازداشتند و از نظر عاطفی و احساسی بسیار قوی بودند و از طرفی پراکسی تلس مجسمه‌هایی با ملایمت و لطافت همراه با یک آرمانگرایی شخصی و طبیعی می‌ساخت.
دوره هلنی

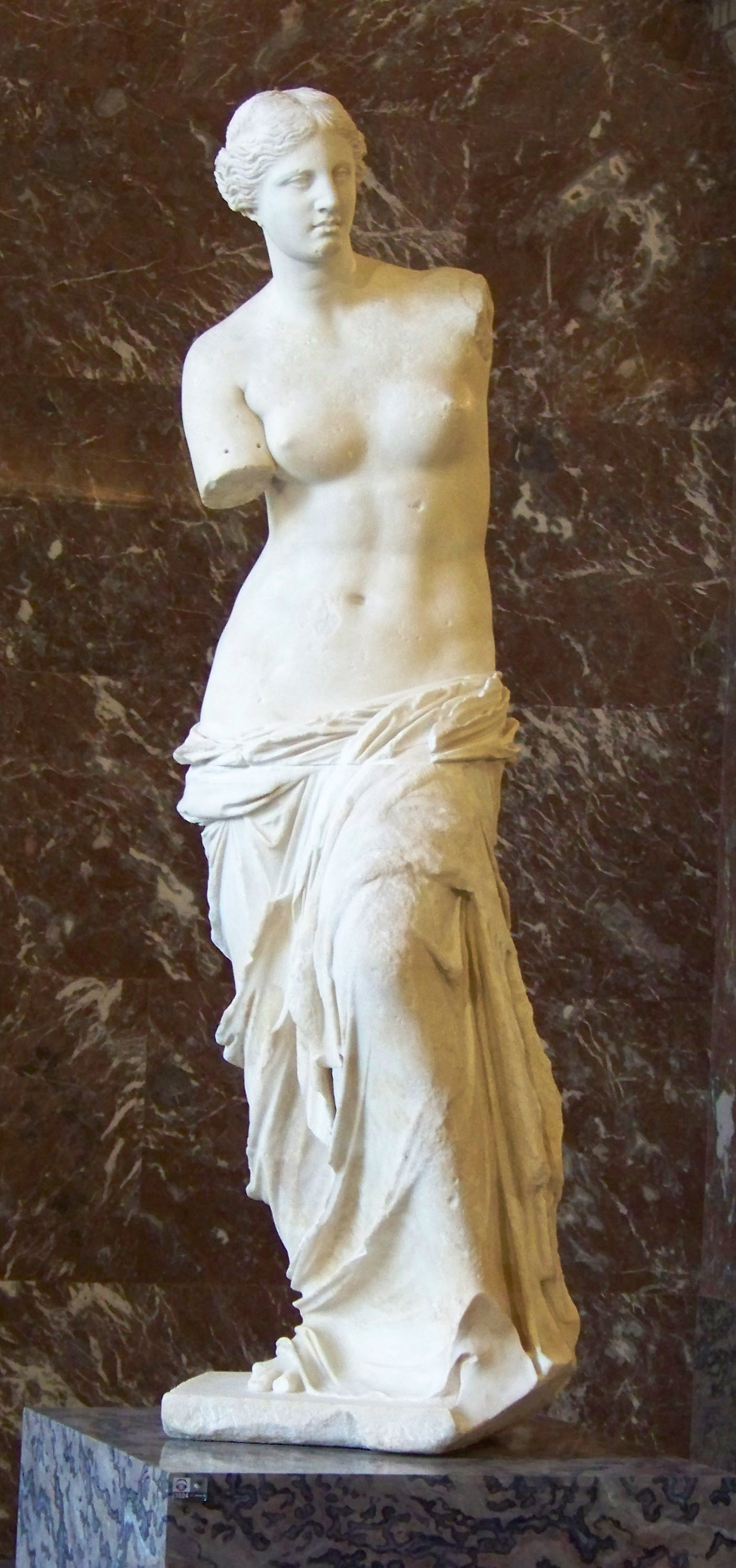
ونوس میلو، مجسمه مرمری آفرودیته نیمه‌برهنه که در جزیره میلوس یونان پیدا شد و اکنون در موزه لوور است. ۱۰۰–۱۳۰ پ. م

دوره هلنی همانند هنر سفالگری تلفیقی از هنر شرق و غرب بود و جزئیات پردازی و واقع‌گرایی شدت بیشتری پیدا کرد و جنبه آرمانگرایی مجسمه‌ها کم شد. حالت مجسمه‌ها در اکثر مواقع رنج و اندوه خاصی را نمایان می‍کند. سیر تحول دوره هلنی مشخص نیست و احتمال می‌رود که سبکهای گوناگون در یک زمان کار می‌شده‌است.

## ادبیات
یونانی‌ها زبان نوشتاری خود را در حوزه‌هایی فراتر از تجارت نیز به کار گرفتند. آنان نخستین مجموعه‌ای درخشان از نوشته‌ها را در زمینه فلسفه، پزشکی، علم، قانون، تاریخ و ادبیات به تمدن غرب ارزانی داشتند.
از جمله این آثار می‌توان به حماسه‌های ایلیاد و ادیسه هومر، نوشته‌های فلسفی سقراط، افلاطون و ارسطو، تراژدی‌های سوفوکل، اوریپیدس و آشیل، کمدی‌های آریستوفان و مناندروس و اشعار ساپفو و پینداروس اشاره کرد.

## نقاشی
با مطالعهٔ طرح گلدان‌ها و نیز موزائیک‌های کف ساختمان‌ها و دیوارنگارهای رومی بازیابی شده از شهر سوختهٔ پومپئی، می‌توان تصوری از نقاشی‌های از دست رفتهٔ یونان به دست آورد.

### کتابشناسی
- پل استوور وینگرت (۱۲ اردیبهشت ۱۳۹۰). تاریخ تحلیلی هنر جهان. ترجمهٔ محمد هوشمند ویژه. بهجت. شابک ۹۷۸-۹۶۴-۶۶۷۱-۶۹-۰.
- دیویس (۱ فروردین ۱۳۹۰). تاریخ هنر. ج. شومیز. ترجمهٔ فرزان سجودی. ذهن آویز فرهنگسرای میردشتی.
- جیمز کرایگ؛ بروس برتون. سی قرن طراحی گرافیک.